# Барокова архитектура
Бароковата архитектура е архитектурен стил, свързан с епохата на барока, възникнал в края на XVI век в Италия и преобладаващ в западната архитектура до средата на XVIII век.
Развивайки естетиката на късната ренесансова архитектура, тя се насочва към по-реторични и театрални форми, поставящи си за цел да демонстрират триумфа на Контрареформацията и абсолютизма. Бароковата архитектура се характеризира с изобилната и напрегната употреба на разнообразни материали, игри на светлосенки и цветове.